# Luc Versele
Luc Versele (Oudenaarde, 8 november 1954) was tot eind april 2017 CEO van de Belgische bank Crelan. Vanaf dan werd hij er voorzitter van de Raad van Bestuur. Hij is ook bestuurder bij Incofin en Europabank.

## Biografie
Versele studeerde economie aan de Universiteit Gent, aangevuld met een speciale licentie Statistiek en Econometrie. Na zijn studie werd hij assistent van Marcel van Meerhaeghe aan de faculteit Economie van dezelfde universiteit. Na vijf jaar academisch werk ging hij in 1982 aan de slag op het kabinet van de liberale minister Willy De Clercq.  (Regering-Martens V). In 1983 werd hij adviseur op de studiedienst van het toenmalige ministerie van Financiën en in 1985 ruilde hij de administratie terug voor een kabinet, ditmaal van zijn generatiegenoot Guy Verhofstadt (Regering-Martens VI

### Landbouwkrediet en Crelan
In 1987 werd Versele vanuit het kabinet begroting van Verhofstadt als regeringscommissaris uitgestuurd naar het toenmalige Nationaal Instituut voor het Landbouwkrediet (NILK), om er adjunct-directeur-generaal te worden. Eind 1993 trad hij toe tot het directiecomité van de bank. In 2004 werd hij er CEO.
Versele maakte zo van nabij de enorme evolutie mee die de bank vanaf de jaren 1990 kende waaronder de privatisering, de omvorming tot een naamloze vennootschap, de opeenvolgende aandeelhouders (Swiss Life, Bacob, Crédit Agricole) en de overnames van meerdere banken. In eerste instantie vooral kleinere transacties: in 2004 werd Europabank overgenomen, in 2005 Keytrade Bank en in 2009 de Belgische klanten van Kaupthing Bank.
In 2011 schakelde de groep een versnelling hoger en nam Versele het voortouw bij de overname van sectorgenoot Centea. Landbouwkrediet nam die bank voor 527 miljoen euro over van de KBC Groep die na de kredietcrisis van 2008-2009 verplicht was dit onderdeel te verkopen.
Eind 2016 raakte bekend dat Philippe Voisin, een Fransman en tot dat moment de Chief risk officer van Crelan, de nieuwe CEO wordt vanaf eind april 2017. Versele schoof op dat moment door naar de stoel van voorzitter van de Raad van Bestuur van Crelan. Hij nam ontslag na het verlies van 70 miljoen euro door valse e-mails.
Als voorzitter van de Raad van Bestuur was Versele ook nauw betrokken bij de geplande overname van AXA Bank die eind oktober 2019 bekendgemaakt werd.